# Sentrum

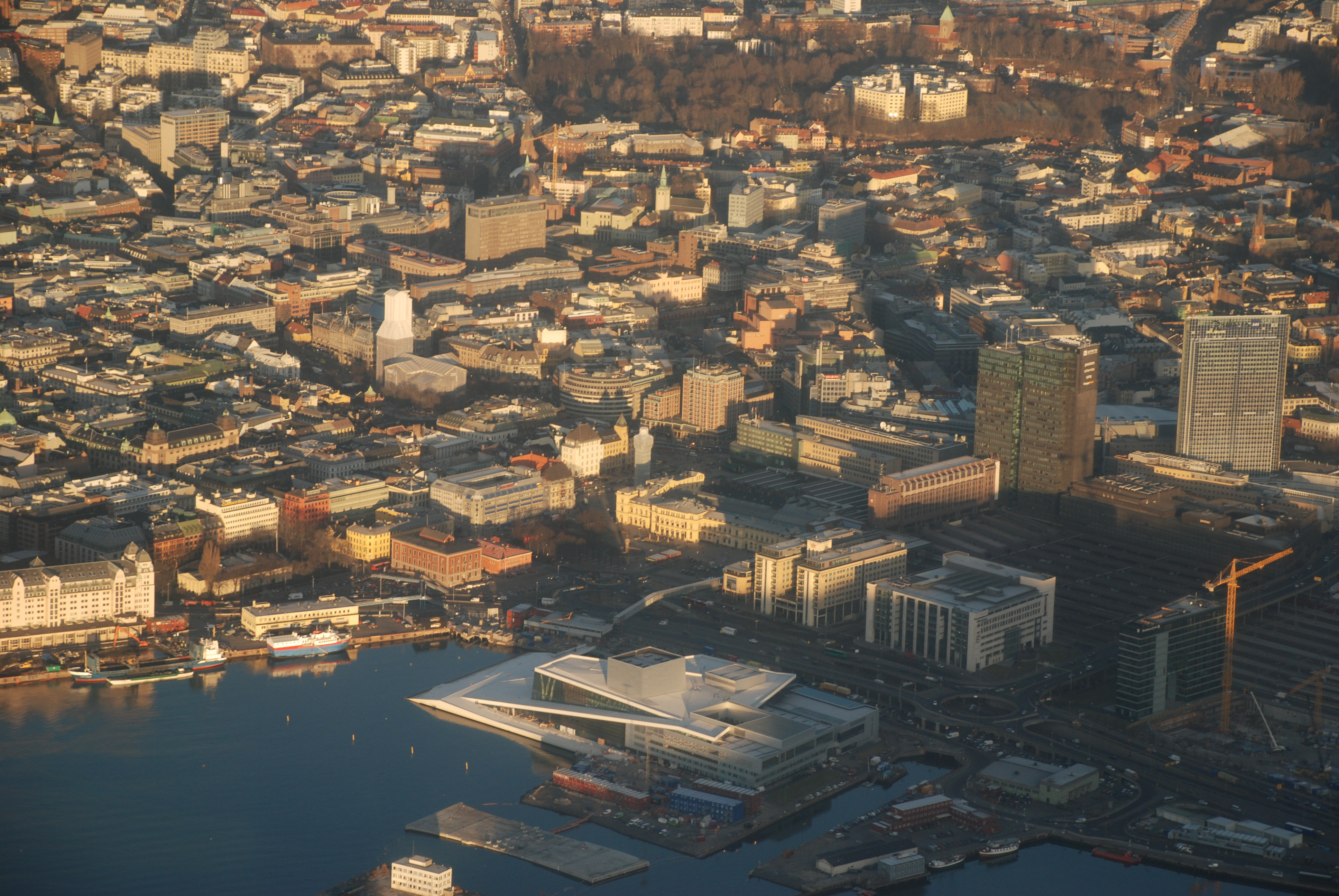
Luchtfoto van het Sentrum van Oslo

Sentrum is een stadsdeel van Oslo, gelegen in het centrum van de stad en binnen de gemeentegrenzen eerder in het zuidoosten. In 2017 telde het 1.146 inwoners. Het gebied beslaat een oppervlakte van 1,8 vierkante kilometer.
Het stadsdeel verschilt van zowat alle andere stadsdelen in het feit dat het geen administratief district met eigen administratie is als de andere stadsdelen. Het is het gemeentebestuur van Oslo die zelf de controle over dit stadscentrum behoudt, de administratie voor de inwoners wordt verzorgd door de diensten van het stadsdeel St. Hanshaugen.
Sentrum wordt gedomineerd door hoogbouw als de Barcode Project, Postgirobygget en het hotel Oslo Plaza. Centraal in Sentrum ligt de wijk Bjørvika, rond de inham met oude haven van de Oslofjord, bij de monding van de Akerselva. Vanop het water van de Oslofjord zijn het Operahuis en MUNCH, het Munchmuseum beeldbepalend. Het Oslo Sentralstasjon en de busterminal met aanliggend het multifunctionele Oslo Spektrum en het winkelcentrum Oslo City liggen aan de rand van het stadsdeel op de grens van de wijken Vaterland in Sentrum en Grønland in Gamle Oslo.
Sentrum bestaat uit de volgende wijken:
- Vika
- Kvadraturen
- Bjørvika
- Vaterland

Alna · 
Bjerke · 
Frogner · 
Gamle Oslo · 
Grorud · 
Grünerløkka · 
(Marka) · 
Nordstrand · 
Nordre Aker · 
Østensjø ·
Sagene · 
(Sentrum) · 
St. Hanshaugen · 
Stovner · 
Søndre Nordstrand · 
Ullern · 
Vestre Aker